# Вазово
Вазово е село в Североизточна България, област Разград, община Исперих.

## География
През 1933 г. географът Васил Маринов изследва селото и го определя в рамките на антропогеографските граници на Делиормана (Лудогорието).

## История
През османския период селото носи името Ески Балабанлар. Селото е преименувано на Вазово на 7 декември 1934 г.
Край селото е открито златно протоме на Пегас през 1968 г.